# Jordanita chloros
Jordanita chloros là một loài bướm đêm thuộc họ Zygaenidae.
Loài này có ở miền nam Pháp, Ý và đông nam Thụy Sĩ qua miền nam, miền trung và đông châu Âu tới Kavkaz, Thổ Nhĩ Kỳ, miền bắc Syria và miền bắc Iraq. Nó cũng có ở miền đông Kazakhstan và miền nam Sibiria. 
Chiều dài cánh trước khoảng 7,8-12,8 mm đối với con đực và 7,6-11,5 mm đối với con cái.
Ấu trùng của chloros đã được ghi nhận ăn Centaurea paniculata ở Pháp, Centaurea stoebe ở Đức và Centaurea maculosa ở Thụy Sĩ và miền bắc Italia. Ở Áo và Hungary, ấu trùng ăn các loài Centaurea scabiosa, Centaurea jacea và Centaurea triumfetti, trong khi Carduus uncinutus, Carduus arabicus, Carduus salonitana và Jurinea sordida là thức ăn của chúng ở Ukraina. Ấu trùng của loài hades ăn Staehelenia uniflosculosa ở Hy Lạp.
Quá trình nhộng hóa diễn ra trong tổ kén trắng dưới mặt đất. Con trưởng thành bay từ giữa tháng 6 đến tháng 8.

## Phân loài
- Jordanita chloros chloros (châu Âu trừ bán đảo Balkan)
- Jordanita chloros hades (Alberti, 1970) (Cộng hòa Macedonia, Bulgaria và Hy Lạp)
- Jordanita chloros haegeri (Alberti, 1973) (Kavkaz)